# Giambattista Andreini
Giambattista Andreini (né à Florence le 9 février 1576 et mort à Reggio d'Émilie le 7 juin 1654) est un poète, acteur et dramaturge italien. Il est l’auteur de tragédies, de comédies et de pastorales, parmi lesquelles se distinguent l'Adamo que John Milton, voyageant en Italie, vit représenter et où il puisa l'idée de son Paradis perdu.

## Biographie
Fils de Francesco et d’Isabella Andreini, né à Florence en 1578, il fut aussi comédien. Il eut beaucoup de succès en France sous le pseudonyme de Lelio en tenant le rôle de jeune premier et devint un des favoris de Louis XIII. Il était de l’académie des Spensierati, c’est-a-dire des insouciants, et s’intitulait ordinairement : Comico fedele ed accademico spensieratio. Il épousa, sous le nom de Florinda, Virginia Ramponi, comédienne, qui avait aussi du talent pour la poésie. Il en était très-amoureux, et donna son nom à l’une de ses pièces de théâtre. Il en a laissé plusieurs, et quelques poèmes d’un autre genre.

## Œuvres
Les principaux ouvrages d’Andreini sont : 
- La Saggia Egiziana, dialogo, etc., Florence, 1604, in-4°. Dans ce dialogue, l’auteur fait de grands éloges de l’art dramatique, qui était le sien.
- Pianto d’Apollo, etc., poésies funèbres sur la mort d’Isabella Andreini sa mère, avec quelques poésies badines (rime piacevoli) sur un poète malheureux, Milan, 1606, in-8°. Dans ce recueil, où il a mêlé le genre funèbre et le genre badin, ou même burlesque, il y a des morceaux qui passent pour les meilleurs qu’il ait faits.
- L’Adamo, représentation sacrée, en cinq actes et en vers libres, mêlée de chœurs et de chants, Milan, 1613 et 1617 ; in-4°, avec des gravures à chaque scène, d’après les dessins du fameux peintre Carlo Antonio Procaccini. Cet ouvrage est le plus célèbre et le plus recherche d’Andreini.
- La Florinda, tragédie en cinq actes, en vers, Milan, 1606, in-4°. L’action de cette pièce se passe en Écosse, où jamais sans doute il n’y eut de reine nommée Florinda, femme d’un roi Ircan ; mais Andreini avait comme nous l’avons dit, donné ce nom à son héroïne et à sa pièce, a cause de Virginia sa femme, qui portait le nom de Florinda dans la troupe dont ils étaient chefs. Virginia l’en récompensa par un sonnet à sa louange, qui est imprimé, avec ceux de plusieurs autres pièces, en tête de la Florinda.
- La Maddalena lasciva e penitente, action dramatique et dévote, Mantoue, 1617, in-4°. Milan, 1620, in-8°, etc. Dans cette pièce Madeleine est mondaine ou pécheresse pendant les deux premiers actes, et pénitente dans le troisième. La jeune et brillante Madeleine, Marthe sa sœur, Lazare leur frère, trois amants de Madeleine, dont l’un se nomme Samson, l’autre David et le troisième, Ange, son page appelé Baruch, son sommelier Mordacai, son cuisinier Emmanuel, ses deux nains Aron et Lion, les femmes de sa suite, et même trois vieilles de mauvaise renommée, di bassa stima, qui la servent, et doivent marcher courbées et appuyées sur des bâtons : tels sont les personnages des deux premiers actes, où l’on ne parle que d’amour, de galanterie, de fêtes et de bonne chère, et où Madeleine, livrée à toutes les folies de son âge, rejette bien loin les sages conseils que lui veut donner Marthe, sa sœur. Elle se repent au troisième, congédie tout son monde, se couvre d’un cilice, tombe en extase, est enlevée par des anges ; le ciel parait, la gloire s’ouvre ; quinze anges chantent l’un après l’autre les louanges de Madeleine ; la Faveur divine et l’archange Michel descendent des cieux, et finissent la pièce en exhortant les spectateurs à imiter la sage pécheresse.
- La Centaura, Paris, 1622, in-12. C’est un sujet divisé en comédie, pastorale et tragédie. Cette pièce est la suite d’une comédie du même auteur intitulée : li Duo Leli simili, imitée des Ménechmes de Plaute.

Andreini a laissé de plus trois poèmes : le premier, en 3 chants seulement, sur cette même Madeleine, qu’il mit depuis au théâtre, Venise, 1610, in-12 ; le second, en 7 chants, sur Ste. Thècle, vierge et martyre, Venise, 1623, in-12, et le troisième, d’un genre tout différent des deux autres, intitulé l’Olivastro (l’olivâtre) ou le Poète infortuné, poème plaisant ou fantastique, en 25 chants, Bologne, 1642, in-4°. Ce poème contient la vie entière et les aventures, tantôt tristes et tantôt bouffonnes, d’un poète malheureux.